# Контроллер доставки приложений
Контроллер доставки приложений (англ. Application delivery controller) — обычно размещается в центре обработки данных между брандмауэром и серверами приложений. Первое поколение контроллеров доставки приложений в основном занималось ускорением работы приложений и балансировкой нагрузки между серверами.
Последнее поколение контроллеров доставки приложений, предназначено для более широкого круга функций, в том числе управлением трафиком, разгрузкой SSL, брандмауэром веб-приложений и т. д.

## Поставщики
- A10 Networks
- Array Networks
- Barracuda Networks
- Brocade Communications Systems
- CAI Networks
- Cisco Systems
- Citrix Systems
- Coyote Point Systems
- Crescendo Networks
- Ecessa
- F5 Networks
- Fortinet
- jetNEXUS
- KEMP Technologies
- NFWare
- Nortel Networks
- Foundry Networks
- PIOLINK
- Radware
- Strangeloop Networks
- Ulticom
- Zeus Technology